# 恰姆赖尔
恰姆赖尔（Chamrail），是印度西孟加拉邦Haora县的一个城镇。总人口8554（2001年）。

## 人口
该地2001年总人口8554人，其中男性4335人，女性4219人；0—6岁人口877人，其中男452人，女425人；识字率76.21%，其中男性为81.31%，女性为70.96%。